# Kościół Świętych Apostołów Piotra i Pawła w Łodzi
Kościół Świętych Apostołów Piotra i Pawła w Łodzi – rzymskokatolicki kościół parafialny należący do parafii pod tym samym wezwaniem (dekanat Łódź-Widzew archidiecezji łódzkiej).
Jest to świątynia wzniesiona w latach 1980–1986 według projektu architekta Ludwika Mackiewicza i Leszka Łukosia. Poświęcona została w dniu 22 marca 1987 roku przez biskupa Władysława Ziółka, konsekrowana została w dniu 9 kwietnia 2000 roku przez tego samego arcybiskupa.
Do wyposażenia kościoła należą: ołtarz przenośny, organy po przeprowadzonym remoncie, 3 dzwony, stacje Drogi Krzyżowej, figury postaci świętych Apostołów Piotra i Pawła.